# Tavushi Lerrnashght'a
Tavushi Lerrnashght'a är en bergskedja i Armenien. Den ligger i den nordöstra delen av landet, 100 kilometer nordost om huvudstaden Jerevan.
I omgivningarna runt Tavushi Lerrnashght'a växer i huvudsak lövfällande lövskog. Runt Tavushi Lerrnashght'a är det ganska tätbefolkat, med 70 invånare per kvadratkilometer.